# Robert Barron (Bischof)

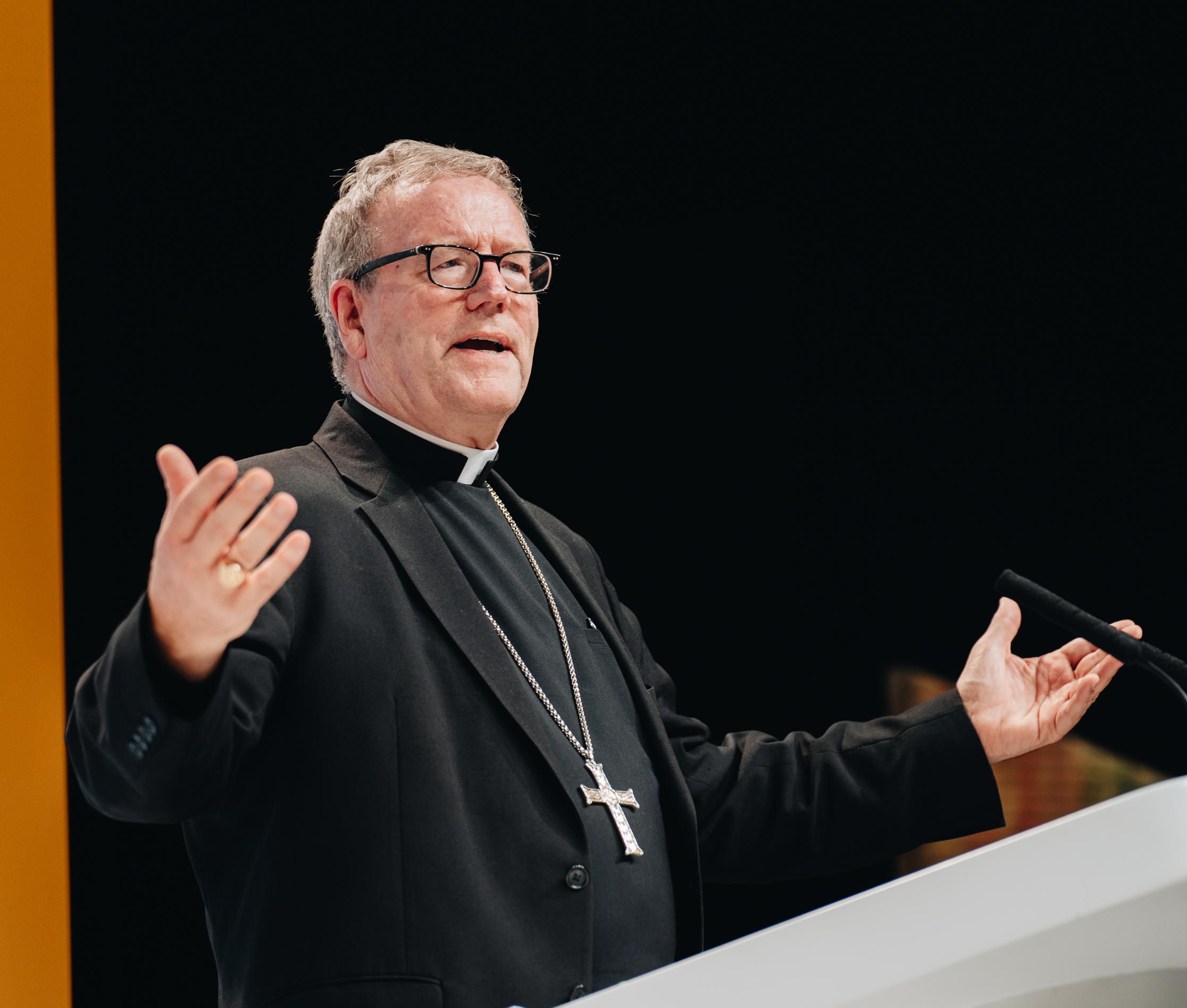
Bischof Barron, 2023

Wappen von Robert Barron als Bischof von Winona-Rochester.

Wappen von Robert Barron als Weihbischof

Robert Emmet Barron (* 19. November 1959 in Chicago, USA) ist ein römisch-katholischer Geistlicher, Hochschullehrer, Publizist und Bischof von Winona-Rochester. Seit 1992 ist er Professor für systematische Theologie an der University of Saint Mary of the Lake und seit 2012 Rektor des angeschlossenen Mundelein Seminary. Er hat mehrere Bücher geschrieben, über 180 Beiträge auf YouTube veröffentlicht und publiziert regelmäßig in nationalen Medien. Zur Unterstützung seiner Evangelisation mit modernen Medien gründete er 2000 die Non-Profit-Organisation Word on Fire Catholic Ministries.

## Leben
Robert Barron wurde am 19. November 1959 in Chicago als Sohn einer Hausfrau und eines Lebensmittel-Verkaufsmanagers geboren und lebte während seiner Kindheit in Detroit und dem Chicagoer Stadtteil Western Springs. Er hat eine Schwester sowie einen Bruder John Barron, der ebenfalls im Mediensektor tätig ist als Verleger der Chicago Sun-Times.
Barron studierte Philosophie an der Katholischen Universität von Amerika in Washington, D.C., dann Katholische Theologie an der Katholischen Universität von St. Mary of the Lake in Chicago. Am 24. Mai 1986 empfing er die Priesterweihe für das Erzbistum Chicago und war von 1986 bis 89 als Kaplan in der Pfarrei St. Paul of the Cross in Park Ridge tätig. Anschließend absolvierte er am Institut Catholique de Paris ein Doktoratsstudium und wurde 1992 mit der Arbeit Creation as Discipleship: A Study of the De potentia of Thomas Aquinas in Light of the Dogmatik of Paul Tillich über Thomas von Aquin zum Doctor theologiae (Dr. theol.) promoviert.
Seit 1992 ist er Professor für systematische Theologie an der theologischen Fakultät der Universität von St. Mary of the Lake. Er lehrt auch an zahlreichen anderen Hochschulen in den Vereinigten Staaten und international, unter anderem 2002 als Gastprofessor an der University of Notre Dame, 2007 an der Päpstlichen Universität Heiliger Thomas von Aquin, sowie 2007 und 2010 bis 2011 als Scholar in Residence am Pontifical North American College.
Im Juli 2012 ernannte ihn Francis Kardinal George zum Rektor des Mundelein Seminars an der University of Saint Mary of the Lake.
Am 21. Juli 2015 ernannte ihn Papst Franziskus zum Titularbischof von Macriana in Mauretania und zum Weihbischof der Erzdiözese Los Angeles. Der Erzbischof von Los Angeles, José Horacio Gómez spendete ihm und den gleichzeitig ernannten Weihbischöfen Joseph V. Brennan und David G. O’Connell am 8. September desselben Jahres die  Bischofsweihe. Mitkonsekratoren waren der Erzbischof von Chicago, Blase Joseph Cupich, und Joseph Martin Sartoris, emeritierter Weihbischof in Los Angeles. Sein Wahlspruch lautet Non nisi te Domine – „Nichts als dich, Herr.“
Am 2. Juni 2022 ernannte ihn Papst Franziskus zum Bischof von Winona-Rochester. Die Amtseinführung fand am 29. Juli desselben Jahres statt.
US-Präsident Trump hielt am 5. März 2025 seine erste Ansprache vor dem Kongress. Dazu eingeladen, drückte Barron seine „aufrichtige Dankbarkeit“ aus und pries die Amtseinführungszeremonie als „Liturgie der Demokratie“.
Außer seiner Muttersprache Englisch spricht Robert Barron fließend Französisch, Spanisch, Deutsch und Latein.
Zu seinen persönlichen „Helden“, auf die er in seinen Vorträgen und Beiträgen immer wieder Bezug nimmt, gehören Thomas von Aquin, Thomas Merton, Bob Dylan, Abraham Lincoln, Fulton John Sheen, John Henry Newman, G. K. Chesterton, Dorothy Day und Flannery O’Connor. Papst Franziskus nannte er mehrfach einen spirituellen Vater.

## Publizistisches Wirken
Neben seiner Lehrtätigkeit an mehreren Hochschulen hat er auch außerhalb des akademischen Bereichs zahlreiche Bücher, Artikel, Videos und Filme veröffentlicht.
Als Kommentator zum Thema Kirche und Kultur ist er regelmäßig in nationalen und internationalen Medien vertreten, darunter CNN, ABC, The Chicago Tribune, NBC Nightly News, Fox News Channel, Our Sunday Visitor, Catholic Herald und Catholic New World. Außerdem hat er eine sonntägliche Radiosendung mit dem Titel Word on Fire auf Relevant Radio sowie seit 2010 die Fernsehshow Word on Fire with Father Barron auf WGN America. Seit Erzbischof Fulton John Sheen in den 1950ern ist er der erste katholische Priester mit einem regulären nationalen Programm in einem kommerziellen TV-Netzwerk. Barron thematisierte aktuelle Strömungen in Kino, Literatur, Kunst und Philosophie und nahm Bezug auf nicht-christliche Autoren. 
2010 drehte er einen Dokumentarfilm mit dem Titel Catholicism (Katholizismus). Der Film erzählt die Geschichte der katholischen Kirche anhand einer Reise durch 16 Länder, darunter auch Deutschland mit den Stationen Köln und Frankfurt am Main.

## Kritik
Barron wird vom katholischen Theologen Massimo Faggioli dafür kritisiert, dass er umstrittenen konservativen Persönlichkeiten wie Ben Shapiro und Jordan Peterson ein Forum bietet. Dadurch trage er eine politische Dimension in die Kirche, die dem Trumpismus nahe steht.

## Auszeichnungen
- Book Award von der Catholic Press Association (2003, 1997)
- Journalism Award von der Catholic Press Association (1998, 1995)
- Josef-Pieper-Preis (2025)[13]

## Veröffentlichungen
- A study of the De potentia of Thomas Aquinas in light of the Dogmatik of Paul Tillich: creation as discipleship. Mellen Research University Press, 1993.
- And Now I See: A Theology of Transformation. Crossroad, New York, 1998. [Paperback]
- Opening hearts, minds and doors: embodying the inclusive and vulnerable love of God. National Federation of Priests’ Councils, 1999.
- The Strangest Way: Walking the Christian Path. Orbis Books, 2002.
- Heaven in Stone and Glass: Experiencing the Spirituality of the Great Cathedrals. Crossroad, 2002.
- Bridging the Great Divide: Musings of a Post-Liberal, Post-Conservative Evangelical Catholic. Rowman & Littlefield, 2004.
- The Great Mysteries: Experiencing Catholic Faith from the Inside Out. Rowman & Littlefield, 2007 (mit Andrew M. Greeley).
- Priority of Christ, The: Toward a Postliberal Catholicism. Brazos Press, 2007.
- Eucharist (Catholic Spirituality for Adults). Orbis Books, 2008.
- Thomas Aquinas: Spiritual Master (Crossroad Spiritual Legacy Series). Crossroad, 2008.
- Word on Fire: Proclaiming the Power of Christ. Crossroad, 2008.
- Catholicism: A Journey to the Heart of the Faith. Random House, 2011.
- Arguing Religion: A Bishop Speaks at Facebook and Google, Word on Fire, 2019, deutsche Ausgabe: Streiten wir für Religion. Glauben in der digitalen Welt, Herder 2023, ISBN 978-3-451-39595-6.